# Pakala
Pakala (románul Păcăleşti) falu Romániában, a Partiumban, Bihar megyében. Közigazgatásilag Dragánfalva községhez tartozik.
2008-ban vált önálló településsé.